# Костандов, Леонид Аркадьевич
Леони́д Арка́дьевич Коста́ндов (1915—1984) — советский политический и государственный деятель.

## Биография
Родился 14 (27 ноября) 1915 года в Керки (Лебапский велаят, Туркменистан). По национальности армянин.
- С 1930 года — машинист хлопкозавода, бригадир шёлкомотальной фабрики в Чарджоу.
- В 1935—1940 годах — студент МИХМ.
- С 1940 года — инженер, начальник цеха, главный механик, директор электрохимического комбината в Чирчике (УзССР). Член ВКП(б) с 1942 года.
- С 1953 года — начальник Главного управления азотной промышленности Министерства химической промышленности СССР.
- С июня 1958 года — заместитель председателя, а с 1961 года — первый заместитель председателя Государственного комитета СССР по химии.
- С 11 мая 1963 года — председатель Государственного комитета химического и нефтяного машиностроения при Госплане СССР — министр СССР.
- С 1964 года — председатель Государственного комитета химической промышленности при Госплане СССР — министр СССР.
- С 2 октября 1965 года по 4 ноября 1980 год — министр химической промышленности СССР.
- 16 февраля 1979 года — XXXV Менделеевский чтец.
- С 4 ноября 1980 года — заместитель Председателя СМ СССР.

Член ЦК КПСС с 1971 года, кандидат в члены ЦК КПСС (1966—1971), депутат Совета Национальностей ВС СССР 7—11 созывов (1966—1984) от Туркменской ССР.
Умер 5 сентября 1984 года. Урна с прахом захоронена в Кремлёвской стене на Красной площади в Москве. Костандов стал предпоследним похороненным в Кремлёвской стене (перед Д. Ф. Устиновым).
Правнук Леонида Аркадьевича — игрок сборной России по футболу Даниил Лесовой (р. 1998).

## Награды и премии
- Три ордена Ленина
- Орден Трудового Красного Знамени
- Два ордена «Знак Почёта»
- Сталинская премия второй степени (1951) — за разработку и внедрение метода получения технологического газа из низкосортных топлив
- Ленинская премия (1960) — за разработку химических технологий производства жидких водорода и дейтерия высокой чистоты

## Память

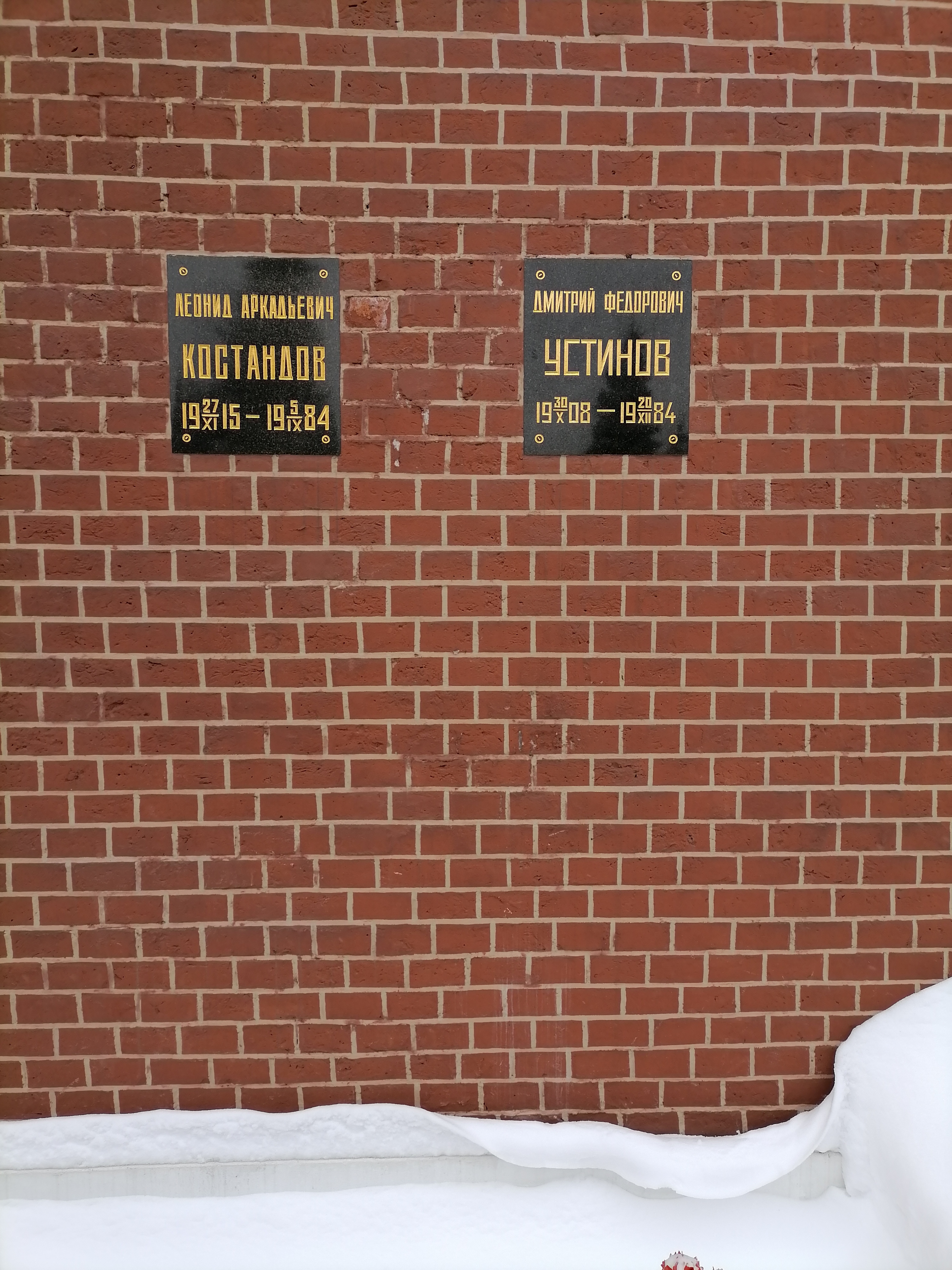
Захоронение Костандова

- В 2002 году[6] на здании главного корпуса МГУИЭ был открыт мемориальный знак в честь Л. А. Костандова (скульптор Александр Рябичев, архитектор Евгений Амаспюр) и оборудована аудитория (№ Л-207) его имени. В настоящее время в аудитории проводятся защиты кандидатских и дипломных работ, а также совещания учёного совета Университета.
- 1 ноября 2007 года был учреждён «Фонд имени Л. А. Костандова». Премии и научные стипендии Фонда присуждаются за выдающиеся достижения в области химического машиностроения и процессов и аппаратов химической технологии.